# Guy Fieri
Guy Ramsay Ferry (Columbus, Ohio, 22 de gener de 1968) és un còmic actor estatunidenc. Conegut per la seva sèrie a Food Network, és copropietari de tres restaurants a Califòrnia, i el seu nom també és a restaurants de Nova York i Las Vegas.